# Oyinkan Abayomi
Lady Oyinkan Abayomi (* 6. März 1897; † 19. März 1990) war eine nigerianische Politikerin, Frauenrechtlerin und Lehrerin.

## Leben
Als Tochter eines wohlhabenden Elternhauses geboren (ihr Vater hatte eine leitende Position im kolonialen Gerichtswesen) wurde sie 1909 zur Ausbildung nach Großbritannien geschickt, wo sie an der Ladies Academy in London in den Fächern Musik, Drama und Literatur graduierte. 1920 kehrte Abayomi nach Nigeria zurück, um zunächst als Lehrerin an der Anglican Girls School in Lagos tätig zu sein.
In den 1930er Jahren schloss sie sich Obafemi Awolowos Nigerian Youth Movement (NYM), einer nach Emanzipation Nigerias von der Kolonialmacht Großbritannien strebenden Partei an, wo sie den Frauenflügel in Lagos leitete. Im Jahre 1944 übernahm sie die Führung der Frauenorganisation Lagos Women’s League, die zuvor von ihrer Cousine Charlotte Obasa geleitet worden war. Diese formte sie zu einer Partei um, die sich fortan Nigerian Women’s Party nannte. Der Partei gehörten ausschließlich Yoruba-Frauen aus der reichen und gebildeten Oberschicht in Lagos an. Abayomi setzte sich für die Verbesserung der sozialen Situation von Frauen in Lagos ein, für erweiterte Ausbildungschancen junger Mädchen und für die Sache der Marktfrauen, einer starken Lobby, die sie in die Aktivitäten ihrer Partei einbeziehen wollte.
Während der antikolonialistischen Kampagnen der 1940er Jahre, die durch die Nigerian National Democratic Party (NNDP) und den National Council of Nigeria and the Cameroons (NCNC) des späteren ersten Präsidenten Nigerias, Nnamdi Azikiwe, lanciert wurden, stellte sich Abayomi demonstrativ auf die Seite der Kolonialregierung. Als zweite Frau in der Geschichte Nigerias erhielt sie 1955 einen Parlamentssitz in der West-Region der kolonialen Selbstverwaltung Nigerias, dem Western House of Assembly.
Abayomi wurde auch durch ihren karitativen Einsatz und ihre erzieherische Tätigkeit bekannt. So gründete sie den nigerianischen Zweig des Girls Guide Movement, einer internationalen Organisation, die heranwachsende Mädchen betreute und führte den Vorsitz der Young Women’s Christian Association (Y.W.C.A.) in Nigeria.

## Bedeutung
Konservativ in ihrer Lebenshaltung, elitaristisch in ihrem Führungsstil und der Kolonialmacht Großbritannien stets in Treue ergeben, vermittelte Abayomi nicht unbedingt das Bild einer feministischen Aktivistin in der Dritten Welt. Nichtsdestoweniger brachten ihre Aktivitäten wesentliche Impulse, die zu einer rechtlichen Gleichstellung der Frauen in Nigeria führten. Sie gehört neben Funmilayo Ransome-Kuti und Margaret Ekpo zu den wichtigsten Frauenaktivistinnen der späten Kolonialepoche.
Abayomi wurde von Großbritannien mit dem Orden Order of the British Empire (O.B.E.) geehrt, der mit dem Titel einer Lady verbunden ist. Vom nigerianischen Staat erhielt sie den Order of the Federal Republic of Nigeria (O.F.R.)